# 太空堡垒卡拉狄加
《太空堡垒卡拉狄加》，是一部美國后末日时代軍事科幻電視劇，屬於《太空堡壘卡拉狄加》系列的一部份。此劇由羅納德·D·摩爾（Ronald D. Moore）所創作，是1978年同名電視劇的重製版本。2003年12月，科幻頻道（當時英文名稱為Sci Fi Channel，後改為Syfy）首播了三小時的迷你影集。其後於2005年推出了重製版本的第一季度（英國Sky One電視頻道早在2004年10月18日首播了第一季），《太空堡壘卡拉狄加》延續至第四季才於2009年3月20日播出全劇最後一集。這部劇集並非一般普通科幻作品，它涉獵了許多關於宗教、民主政治、人機矛盾、人性道德、末世等題材，因此廣受讚譽，而且畫面製作和音效剪輯精良，故此獲得多項提名和獎項，包括皮博迪獎（Peabody Award）、艾美獎的創意藝術獎（Creative Arts Award）等。
故事線主要發展在一處遙遠的星系，建立了高度文明的人類住在合稱為「十二殖民地」（Twelve Colonies）的不同星球上。在此劇設定的時間前數十年，這個文明的人類創造了一個機械種族，稱為賽隆人（Cylons）。賽隆人後來背叛人類，爆發了長期的戰爭後與人類締結和約離開，消失得無影無蹤。不過到故事線開始前不久，擁有如人類一般身體的賽隆人潛入人類當中，其中一位賽隆人更欺騙科學家蓋尤斯·波塔（Gaius Baltar），令他不自覺之下讓賽隆人得以破壞十二殖民地的防禦系統。最終賽隆人的艦隊向十二個星球和殖民地艦隊發動核武轟炸，屠殺了數十億人類及幾乎毀滅了整支殖民地軍隊。生還的約五萬多名人類在倖存的舊式戰星卡拉狄加號掩護下開始他們的流亡之旅，既要避免遭賽隆人艦隊殲滅，亦要尋找傳說中的第十三處殖民地，「地球」（Earth）。與此同時，外表如常人般的賽隆人也悄然潛伏在艦隊之中，而他們有一項「計劃」。
《太空堡壘卡拉狄加》於2007年以網路劇形式播出前傳《利刃閃回》（Razor Flashbacks），並於2009年劇集結束後衍生出前傳劇集《卡布里卡》（Caprica）於2010年1月首播，只播映了一季就被取消。另一部前傳劇集《太空堡壘卡拉狄加：血與鉻》（Battlestar Galactica: Blood & Chrome）2012年在美國及加拿大播出，2013年2月發售BD及DVD光碟。

## 名稱與特色
由於在亞洲地區代理播放此系列影集的Cinemax亞洲分台是在2005年7月才播映這系列影集，因此雖然它的迷你影集早已在2003年於美國首播，但官方卻根據第一代的原作在台灣播放時的譯名，加上播映年份稱呼為2005星際大爭霸。中國大陸地區沒有播放過舊版本的影集，因此並不沿用「星際大爭霸」這稱呼，而使用如「太空堡壘卡拉狄加」（與1978年在香港播放舊版本時所用的名稱相同）、「銀河戰星卡拉狄加」之類的譯名稱之。
新版的星際大爭霸最初在提案時，原本只是打算拿1970年代曾熱門一時的舊版電影與影集為基礎，利用現代攝影與電腦動畫科技來進行翻拍的重製作品。但是當影集實際上推出時，卻變成一部無論是人物角色設定、人性刻畫深度、故事意涵都與原作相差甚遠的改編作品。
2003年12月8日，美國科幻頻道重拍星際大爭霸，製播放映了一部三小時長的迷你影集，並且在播映後受到好評。迷你影集的成功也促成了一部新的系列影集的誕生，2004年10月起於英國Sky One頻道播放，2005年1月14日起於美國播放。在正規電視影集開播前5天，該頻道還特地重新剪輯播放了一個新版的迷你影集。此後重製版劇集播放了四個季度，並另外製作了兩部電視電影，《利刃》（Razor）和《計劃》（The Plan），以及三輯網路劇。

## 新舊作差異
關於作品系列中的人物與劇情特色，請先參閱1978年版的《星際大爭霸》介紹條目以便瞭解基本概念。而由於2003年新版本是大規模的改編而非單純的翻拍，新版本影集跟舊系列有許多特色差異，其中較為不同、較引人注目的更動點有：
原作的賽隆人全都是一群身著鎧甲的紅眼機器人，但新作中添加了複製人和生化人的概念，某些賽隆人的外形跟人類極為相似，以作為滲透之用；史巴克（台灣譯名改為小史巴）由女演員飾演；布瑪（台灣譯名為波妹）本來是個非裔美國人，基因上是人類，現在則由韓裔女演員演出，她的真實身份是賽隆滲透者；泰上校本來是由非裔美國人演員演出，現在則是由白人演出。
艾達瑪指揮官現在由愛德華·詹姆斯·奧莫斯（Edward James Olmos）熟練地扮演，他仍然具有父親的形象，但是跟隆·古林的角色個性特質不同。因為他認為地球只是個神話，而且只是用來作為艦隊的目的地，為人民帶來希望。隆·古林的角色似乎同時扮演著指揮官和精神領袖的地位，他也是民間統治結構的一部份。而歐摩斯明確地有軍事背景，但是明顯地是一位比平民總統更靈活和更具洞察力的領導者。在舊作中整個艦隊都是由軍事將領身份的艾達瑪指揮官一人統籌，但在新作中添加了蘿拉·羅斯林總統（President Laura Roslin）這般的行政首長，而指揮官則需聽命於總統的最後裁決。透過羅斯林總統這角色的存在，新作中也添加了過去所無的政治權力鬥爭等較深沈的議題。
在舊作中許多人名到了新一代作品中變成軍人「代號」（call sign）般的用途，並另有全名。例如原作中的「阿波羅」（Apollo）在新作中變成李·「阿波羅」·艾達瑪上尉（Captain Lee 'Apollo' Adama），原本男性身份的「布瑪」（Boomer）在新作中則變為女性身份的夏倫·「波妹」·法洛利上尉（Lieutenant Sharon 'Boomer' Valerii）。
跟舊系列比起來，存活的人類比較少，艦隊裡只有五十幾艘太空船（舊系列有超過200艘），而且只有五萬多人存活。不過太空船的狀態比較好，還可以進行超空間跳躍。不過這相當危險，由於對人工智慧的懷疑，讓他們的電腦科技只比今日的我們先進一些而已。太空戰役在進行時運用了牛頓力學，這曾在科幻影集《巴比倫5號》（Babylon 5）最先出現，不過這在許多電子遊戲，例如《銀河飛將》（Wing Commander）裡倒是常見。
整體而言，新系列比單純只是部青少年太空科幻片的舊系列更注重生存的各種後勤考量，它更為黑暗，比舊系列更為嚴肅。內容有較多關於性愛的描寫，暴力場景也不像以前的卡通化，也更加痛苦，因此是部鎖定觀眾族群年齡層較舊系列為高的作品。影集展示了真正失去的感覺，不過卻不冷酷無情，縱使它不像舊系列那麼適合闔家觀賞。角色的發展和劇情線也以一種知性但是偶爾拙劣的方式來進行，棘手和主要的當代社會議題都被談及，角色們得面對上癮，選邊站，以及得同時應付個人和社群的哀傷與悲劇等等情境。許多影集開播早期來自舊系列影迷的爭議批評聲，在迷你影集令大部分人都出乎意料的戲劇性好表現之後，慢慢被平息下來。它很成功，也成為科幻頻道史上收視率最高的節目，其第一季影集在英國Sky One頻道播放期間共創下85萬人次的收視水準，佔總頻道收視率約5%。

## 劇情內容順序與播映年份

### 前傳
1. 網路劇：利刃閃回（Razor Flashbacks，2007）
2. 電視影集：凱布卡（Caprica，2010）
3. 電視影集：血與鉻（Battlestar Galactica: Blood & Chrome，2012）

### 本傳
1. 電視迷你劇上下集，2003
2. 電視第一季：1～13集，2004
3. 電視第二季：1～20集，2005
4. 網路劇：反抗軍（The Resistance，2006）
5. 電視第三季：1～20集，2006
6. 電視電影：利刃（Razor，2007）
7. 電視第四季：1～21集，2008
8. 網路劇：仇敵之面（The Face of the Enemy，2008）
9. 電視電影：計劃（The Plan，2010）

劇集詳細說明可看星際大爭霸(2005年電視劇)劇集列表

## 首播頻道
- Sky One - 英国
- 科幻頻道（Sci Fi Channel）- 美国
- 太空頻道（Space: The Imagination Station）- 加拿大
- Network Ten -  澳大利亚
- TV3 -  新西兰
- TNT拉丁美洲台 -  巴西、墨西哥以及其他拉丁美洲国家
- Cinemax亞洲台 - 台灣與其他東南亞國家

## 演員

### 主要演员
- 愛德華·詹姆斯·奧莫斯（Edward James Olmos）- 飾演銀河號艦長威廉·艾達瑪指揮官（Commander William Adama），他本人同時也是本影集的製作人與導演
- 玛丽·麦克唐奈（Mary McDonnell）- 飾演殖民地領導人蘿拉·洛司琳總統（President Laura Roslin）
- 詹姆士·卡里（James Callis）- 飾演電腦專家/科學家蓋尤斯·波塔博士(後任副總統)（Dr. Gaius Baltar）之後在選舉中贏過蘿拉，成為總統。
- 翠西亞·海爾弗（Tricia Helfer）- 飾演賽隆間諜、六號複製人（Number Six），深愛巴塔。
- 傑米·班柏（Jamie Bamber）- 飾演毒蛇戰機中隊的領隊，李·「阿波羅」·艾達瑪隊長（Captain Lee 'Apollo' Adama）
- 凱蒂·薩克沃夫（Katee Sackhoff）- 飾演毒蛇戰機飛行員兼飛行教官卡拉·「小史巴」·崔斯上尉（Lieutenant Kara 'Starbuck' Thrace）
- 葛瑞絲·朴（Grace Park）- 飾演怪獸機飛行員夏倫·「波妹」·法洛利上尉（Lieutenant Sharon 'Boomer' Valerii）、「雅典娜」（'Athena'）、八號複製人（Number Eight）
- 塔莫·潘尼凱（Tahmoh Penikett）- 飾演怪獸機通訊員卡爾·「海洛」·凱格松上尉（Lieutenant Karl 'Helo' Agathon）與賽隆複製人夏倫產有一女。
- 麥可·賀根（英语：Michael Hogan (Canadian actor)）（Michael Hogan）- 飾演銀河號大副泰上校（Colonel Saul Tigh），賽隆終極五人之一。
- 阿隆·道格拉斯（Aaron Douglas）- 飾演銀河號的維修組長賈倫·泰洛士官長（Chief Petty Officer Galen Tyrol），賽隆終極五人之一。
- 亞歷山卓·朱利安尼（Alessandro Juliani）- 飾演銀河號主控室中的資深情報官凱塔上尉（Tactical Officer Lt. Gaeta）
- 保羅·坎貝爾（Paul Campbell）- 飾演洛司琳總統的助理比利·奇凱亞（Billy Keikeya）
- 坎笛絲·麥克魯（Kandyse McClure）- 飾演銀河號主控室中的低階傳訊官笛維拉士官（Petty Officer Dualla）
- 理查·海契（英语：Richard Hatch (actor)）（Richard Hatch）- 飾演與洛司琳總統唱反調的政治激進份子湯姆·柴瑞克（Tom Zarek）。事實上，理查海契曾是1978年舊版星際大爭霸的主要演員之一，飾演當時的阿波羅隊長，也著撰過多本與銀河大爭霸有關的科幻小說作品。

### 其他演員
- 馬修·班奈特（Matthew Bennett）- 飾演阿兰·多罗（Aaron Doral）、五號複製人（Number Five）
- 妮基·克蘭尼（Nicki Clyne）- 飾演銀河號甲板工人凯莉（Deckhand Cally）
- 蘿瑞娜·蓋爾（Lorena Gale）- 飾演女牧師伊罗霞（Priestess Elosha）
- 阿隆索·歐雅祖恩（Alonso Oyarzun）- 飾演瑟西納斯（Specialist Socinus）
- 波迪·歐蒙（Bodie Olmos）- 飾演菜鳥飛行員「熱狗」康坦薩（'Hot Dog' Contanza）
- 卡倫·基斯·雷尼（Callum Keith Rennie）- 飾演李奧本·科諾（Leoben Conoy）、二號複製人（Number Two）
- 丹諾利·羅德（Donnelly Rhodes）- 飾演科圖医生（Doctor Cottle）
- 凯特·沃艾伦（Kate Vernon）- 飾演艾倫·泰（Ellen Tigh），銀河號大副泰上校的老婆，賽隆終極五人之一。
- 坎那尔·韦多丝（Connor Widdows）- 飾演宝宝（Boxey）
- 塞缪尔·卫托（Samuel Witwer）- 飾演毒蛇戰機飛行員「克頭」（Crashdown）
- 露西·勞倫斯（Lucy Lawless）- 飾演戴安娜（D'Anna ）、三號複製人（Number Three）

## 相關出版品
- 《星際大爭霸》，1978年的電影與電視影集原作。
- 《星際大爭霸1980》，1980年時播映的續集型態電視影集。
- 《太空堡垒卡拉狄加》，电子游戏。
- 《星際大爭霸》，Fantasy Flight Games出版的桌上遊戲。[1]後來在中國由游人码头引进出版中文化的《太空堡垒·卡拉狄加》。[2]
  - 《飛馬號擴充》（Pegasus Expansion），對於此桌上遊戲的第一個擴充遊戲包。[3]
  - 《逃亡擴充》（Exodus Expansion），遊戲的第二個擴充包。[4]
- Battlestar Galactica Online，2011年由Bigpoint和Artplant发布的网页游戏，內容根基於新影集。